# Saint-Marcel (Ardenas)
Saint-Marcel é uma comuna francesa na região administrativa de Grande Leste, no departamento das Ardenas. Estende-se por uma área de 10,84 km². Em 2010 a comuna tinha 351 habitantes (densidade: 32,4 hab./km²).